# Strandflate

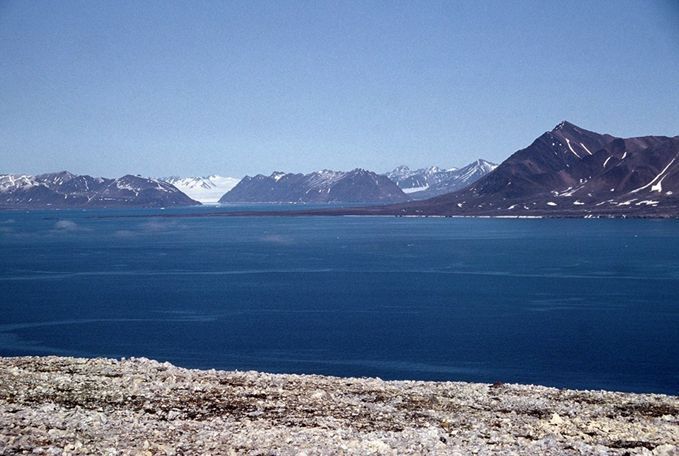
Strandflate vor der Inselgruppe Spitzbergen

Strandflate (aus dem norwegischen Strandflaten) oder auch Strandplatte bezeichnet eine im Westen und Norden der skandinavischen Küste und örtlich an weiteren Küsten verbreitete, in gegenwärtigem oder früherem periglazialem Klima entstandene, gänzlich oder größtenteils untergetauchte Küstenplattform. Strandflaten bestehen aus Felsen und können nur einige hundert Meter, aber auch bis zu fünfzig Kilometer breit sein. Zum Meer hin fallen sie leicht ab, zum Binnenland steigen sie steil an. Charakteristisch sind ihre ihrer Form nach benannten Hutberge, die oft mehrere hundert Meter hoch sind, und deren durch Erosion bedingte Terrassen, die wie eine Hutkrempe um den Gipfel herumlaufen. Die Entstehung der Strandplatte ist bis heute ungeklärt. Für Fischer und Bauern Norwegens war und ist die Strandflate mit ihrer Verbindung von Land und Meer Siedlungs- und Wirtschaftsraum, vor allem wegen der geschützten natürlichen Häfen, der nahegelegenen Fischbänke und des in den Senken abgelagerten Lockergesteins.
In der Pfahlbauarchäologie wird der Begriff Strandplatte häufig für die Flachwasserzonen vor den Seeufern verwendet, in denen die Pfahlbaufundstellen liegen.